# Moya Brennan
Pour les articles homonymes, voir Brennan.
Máire Ní Bhraonáin, dite Moya Brennan, née le 4 août 1952 à Gaoth Dobhair dans le comté de Donegal, en Irlande, est une chanteuse et harpiste folk irlandaise, jouant de la harpe celtique. Elle est la sœur d'Enya.

## Discographie

### Albums studio
- 1992 – Máire
- 1994 – Misty Eyed Adventures
- 1998 – Perfect Time
- 1999 – Whisper to The Wild Water
- 2002 – New Irish Hymns (avec Margaret Becker et Joanne Hogg)
- 2003 – Two Horizons
- 2005 – An Irish Christmas
- 2006 – Signature
- 2010 – My Match Is a Makin’ (avec Cormac de Barra)
- 2010 – T with the Maggies (avec T with the Maggies)
- 2011 – Voices & Harps (avec Cormac de Barra)
- 2013 – Affinity (avec Cormac de Barra)
- 2017 – Canvas
- 2019 - "Timeless" avec Cormac de Barra

### Albums live
- 2005 – Óró – A Live Session
- 2007 – Signature Special Tour Edition
- 2008 – Heart Strings